# Abstraktní empiricismus
Abstraktní empiricismus je jeden z druhů kvantitativní sociologie. Jde o kumulování kvantitativních sociologických dat bez vytvoření nějakého teoretického rámce. Odchyluje se od moderní sociologie tím, že se na rozdíl od ostatních problémů ve společnosti zabývá rutinním výzkumem a čistou metodologií. Pokouší se vysvětlit vzájemný vztah mezi sociologickými proměnami za pomocí vícerozměrné analýzy. Průzkum probíhá pomocí dotazování daného množství jedinců, kteří jsou vybíráni na základě určitých předpokladů (např. pohlaví, bydliště, věk). Lze ho tedy provést i bez ohledu na to, zda bude objektivní, či nikoliv. Jeho hlavním cílem je metodologická preciznost, teoretické ambice v potaz nebere. Jedná se o proces shromažďování sociologických dat pro vlastní potřebu, bez vytváření teoretického rámce, který by těmto datům dával smysl a hodnotu. Termín je popsaný C. Wrightem Millsem, který se obával, že sociologie bude přesycena informacemi, i přesto, že postrádá nápady, zejména s vzestupem technologií. Tyto nové technologie sice poskytují moderní sociologii až nadbytek dat, ale chybí její ideje. Tvrdil , že abstraktní empiricismus se hodí pro administrativní úkony, ale nikoliv pro sociologické průzkumy. Termín byl autorem poprvé zmíněn v knize The Sociological Imagination v roce 1959. O podobných problémech už dříve hovořil P. A. Sorokin. Ta ale neobsahovala kritiku sociologie vědění. Později se k tématu vrátil ve své knize Sociální vědy jako čarodějnictví (1972) i britsko-polský sociolog Stanislav Andreski. Kritizoval, že i když je v moderní společnosti nutný rutinní výzkum a statistiky, tyto výzkumy poskytují malé skupině osob kontrolu nad penězi, a tedy mohou ovládat i celou sociologii. Opakem abstraktního empiricismu je to, čemu se říká „velká teorie“, která se zakládá na vytváření teorií, jež nejsou podložené daty pocházejícími z pozorování i z reality. 

## Historie
Mills poprvé termín použil při výzkumu veřejného mínění, ve kterém byli jednotlivci vybíráni a jejich odpovědi kódovaný na karty Hollerith (předchůdce elektronického kódování). Studie volebního chování naopak kvůli zaměření na jednotlivce nezvažovaly stranickou mašinérii pro získání hlasování. Studie sociální stratifikace pak nebraly ohled na třídní vědomí, ale místo toho spoléhaly na „hloubkové indexy socioekonomického postavení.”
To se odráželo v psychologismu, který byl autorem definován jako „pokus vysvětlit sociální jevy na základě faktů a teorií o složení jednotlivců“. Historicky spočívá v explicitním metafyzickém popření reality sociální struktury. Psychologismus spočívá v tom, že pokud studujeme řadu jednotlivců a jejich prostředí, výsledky našich studií lze spojit se znalostmi sociálních struktur. Abstraktivní empirici přijali filozofii založenou na tom, co považovali za přírodní vědu.  
Autor kritizuje, že empirická fakta jsou informace, které dali dohromady jedinci s nedostatečnou kvalifikací. Tvrdí, že sociologické průzkumy by měly být prováděny vysoce kvalifikovanými lidmi, kteří mají zkušenosti a dovednosti v sociologickém pozorování.

## Výhody
Postup zkoumání problému pomocí abstraktního empiricismu je poměrně "snadný" a lehce pochopitelný pro každého průměrně inteligentního člověka. Z tohoto důvodu je tato forma zkoumání často používaná v nižší vědě, která je přístupná a srozumitelná i pro širší veřejnost.

## Nevýhody
Přistup ke zkoumání problému je podobný jako vědecké postupy přírodních věd. Nedostatkem empiricismu je chybná filozofie vědy, týkající se snahy přizpůsobit filozofii přírodních věd výzkumu v sociologických vědách. Z hlediska sociologie věděni jde hlavně o zneužití společenské vědy v podobě manipulace člověkem ve službách establishmentu. Dále zvyšuje zájem o filozofii dané vědy více než o samostatné studium sociálních problémů. Studuje problémy bez ohledu na ostatní vědy a spojitosti s nimi. Z toho plyne neobjektivnost zkoumání v sociologii. Abstraktní empiricismus může být vnímán i jako odklonění od klasické sociologie, která se zaměřovala na velké problémy společnosti, protože často uniká k pseudoproblémům.
Dále pak roste množství empirických výzkumů prováděných na základě požadavků velkých korporací, či institucí. Takto objednané výzkumy přispívají ke zkoumání požadovaných problému, ale neberou ohled jen na samotné reakce společnosti. Firmy si často objednávají např. telefonické průzkumy ohledně viditelnosti určitých značek v supermarketu, ty se právě zabývají reakcí společnosti jen ohledně té dané značky, nikoliv tím, jak vnímají jiné. Tyto byrokratické techniky zpomalují skutečný sociologický výzkum, protože tenhle výzkum podřizují nesmyslným metodologickým požadavkům, nebo trivializací v důsledku ukládání podružných témat. Z generálního hlediska Abstraktní empiricismus, nepohlíží na teorii za účelem rozvíjení, či vyvracení konceptu společenské a lidské podstaty.